# Lutte gréco-romaine
Cet article concerne un sport de combat. Pour d'autres sports de nom similaire, voir Lutte (homonymie).

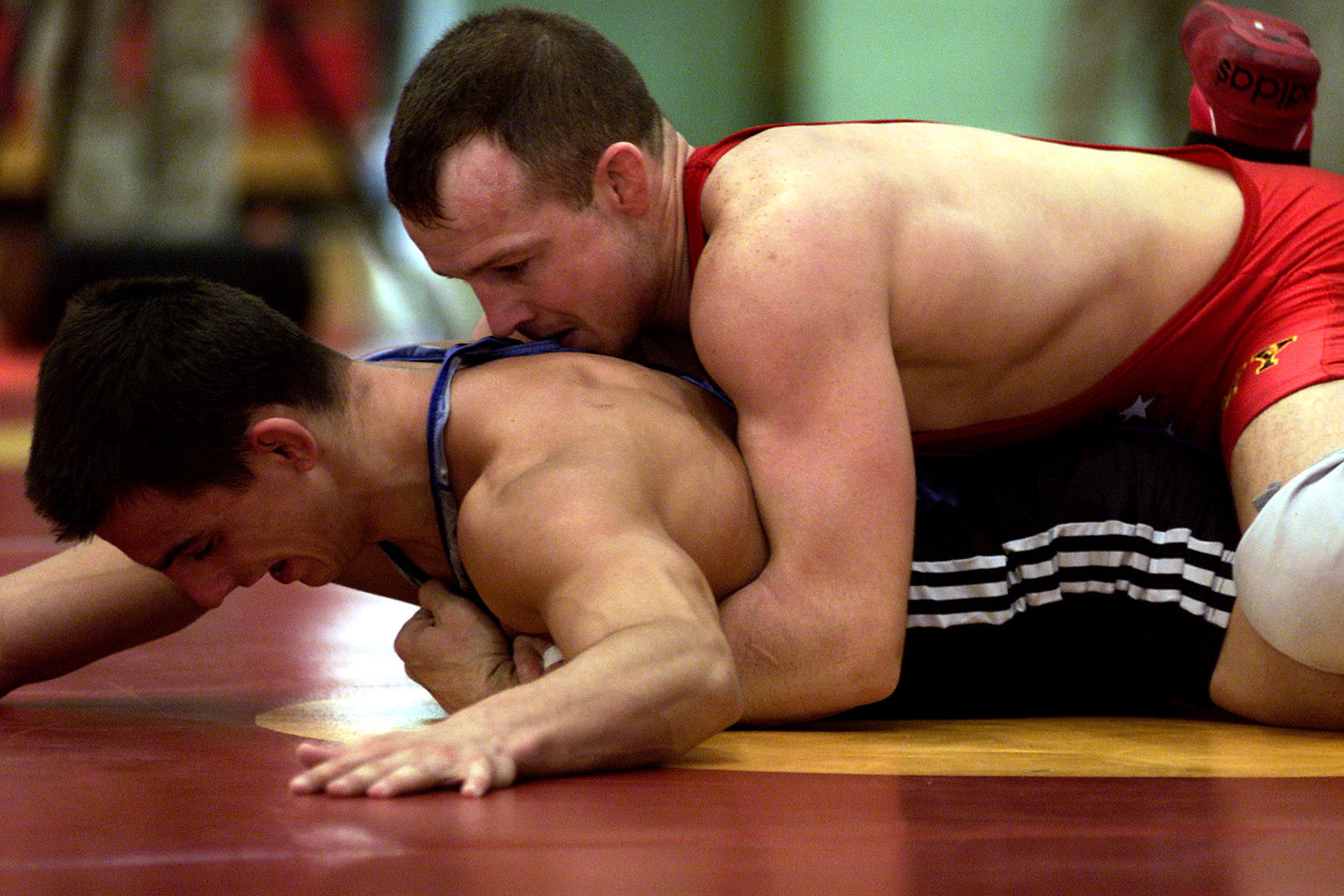
Blocage de l'adversaire.

La lutte gréco-romaine est une forme de lutte masculine dans laquelle les lutteurs ne peuvent utiliser que leurs bras et ne peuvent attaquer que le haut du corps de leur adversaires, contrairement à la lutte libre, où ils peuvent aussi utiliser leurs jambes et tenir leur adversaire en dessous de la ceinture.
Les lutteurs commencent leur assaut debout et essaient d'envoyer leur adversaire au tapis. Les combattants doivent porter toutes leurs prises au-dessus de la ceinture et l'usage des jambes, croche-pied et plaquages sont interdits.
Dans la Grèce antique, les compétitions de lutte, brutales, étaient le point culminant des Jeux olympiques. Les Romains, qui firent de nombreux emprunts à la lutte grecque, éliminèrent son caractère brutal, d'où le nom de lutte gréco-romaine.
La lutte gréco-romaine est particulièrement populaire en Europe mais est pratiquée dans le monde entier.
Selon la Fédération internationale des luttes associées, ou FILA, il existe 7 catégories de poids : 55 kg, 60 kg, 66 kg,
74 kg, 84 kg, 96 kg et 120 kg.
Ce sport n'ayant pas une forte notoriété, il n'est pas considéré comme un sport professionnel. Il est toutefois au programme des Jeux olympiques modernes.

## Histoire
La lutte gréco-romaine est une forme particulière de lutte, elle vise à être le style le moins brutal. D'après la FILA, c'est un grognard, Jean Exbrayat, qui aurait développé ce style de lutte et qui l'aurait appelé « lutte à mains plates ». Néanmoins cette appellation est parfaitement illégitime car elle était en vigueur depuis au moins la Révolution française. Avant Exbrayat elle était utilisée en opposition à la « lutte de boxe ». Cette dernière autorisant le coup de poing on lui trouve aussi des vocables patoisants comme « lutte à pugnes » (de la déformation « pognes », « poigne », « poing »). La lutte à mains plates était alors présentée comme une lutte de défense où, à titre sécuritaire, les frappes d'entraînement n'étaient pratiquées qu'à mains ouvertes, donc « plates ». Cette pratique de défense peut se comparer à certaines « luttes à frappe » africaines.
En 1848, Exbrayat instaura la règle[réf. nécessaire] de ne pas faire de prises douloureuses pouvant blesser l'adversaire et de ne pas en porter non plus en dessous de la ceinture, ce qui l'éloigna définitivement des règles des luttes traditionnelles qui faisaient toutes usage des jambes comme le gouren ou lutte bretonne, la lutte provençale, la lutte bourguignonne ou les diverses luttes corses par exemple. D'ailleurs, aussi loin que l'on remonte, l'iconographie de la lutte montre toujours des saisies de vêtement(s) et des prises de jambe(s), qu'il s'agisse de supports écrits, de poteries, de sculpture ou de bas-reliefs. Il se serait inspiré d'un style pratiqué en France et internationalement dit pour cette raison « Lutte Française ». Sa démarche aurait donc, en anticipation, été de même nature que celle du Marquis de Queensbury en Angleterre lorsque furent proclamées les London prises ring rules. Ces « règles londoniennes » formalisèrent les rencontres de boxe et en firent le style international aujourd'hui connu de nous sous le nom de "Boxe Anglaise".
Au XIXe siècle, la pratique civile et festive de ces activités avait généralement des buts utilitaires et ne visait pas à des confrontations de type sportif. Cette dernière aspiration se développant au cours du siècle, lutteurs et boxeurs étaient obligés, au préalable de la rencontre, de définir des règles minimales pour pouvoir se livrer un assaut équilibré et loyal. C'est ce qui fonda le développement de la Lutte Française et de la Boxe Anglaise qui, à l'instar de la danse, utilisèrent une certaine vision du « Classicisme » privilégiant « la partie noble du corps », c'est-à-dire le buste. On parla ainsi de la même façon de la Danse Classique, de la Lutte Classique (qui est toujours son nom officiel au sein de la FILA ; les Russes qui détiennent le record médailles olympiques dans ce style le nomment d'ailleurs dans leur langue exclusivement par son nom officiel Klassiskaia Borba). Parfois aussi mais rarement la Boxe Anglaise est elle aussi dite Classique.
Cette Lutte Française étant la seule à l'époque à permettre des matchs internationaux clairs, ce fut le sport phare en Europe au XIXe siècle. Durant cette période, le lutteur italien Basilio Bartoletti utilisa le terme de « lutte gréco-romaine », en référence culturelles aux origines grecques des luttes des Jeux Antiques. D'une façon particulièrement surprenante ce terme non fondé fut repris par tous les pratiquants alors que ni grecs ni romains ne pratiquèrent jamais un tel style de lutte si ce n'est vraisemblablement comme dérivatif dans les entraînements à la palestre. De nombreux tournois furent organisés dans les capitales du Vieux Continent sous un mode précurseur du professionnalisme.
En raison de son « classicisme » cette nouvelle sorte de lutte fut retenue dès les premiers Jeux olympiques modernes et la seule épreuve fut remportée par l'allemand Carl Schuhmann. La véritable raison résidait en ce qu'il s'agissait du seul règlement permettant une confrontation internationale (Il faudra attendre 1913 pour que se crée un règlement de lutte utilisable, avec attaques de jambe, style prenant le nom de Lutte libre, à laquelle les russes donnent le nom familier de "Volna"). Ultérieurement la Lutte classique (et française dite Gréco-romaine) fut toujours représentée aux Jeux olympiques, mis à part en 1900 et en 1904. Elle présente donc la particularité de porter plusieurs noms aussi chantants que contradictoires : le nom officiel de Lutte classique alors qu'il s'agit d'une création moderne ; le nom populaire de Lutte gréco-romaine alors que ni les Grecs ni les Romains de l'Antiquité ne pratiquèrent ce style ; le nom de Lutte Française, enfin, qui serait le plus logique bien qu'il ait été créé pour permettre l'organisation de rencontres non pas nationales mais internationales.

## Catégories d'âge
En lutte gréco-romaine, il existe plusieurs catégories en fonction de l'âge :
- minimes (avec 10 catégories de poids),
- cadets (avec 10 catégories de poids),
- juniors (avec 8 catégories de poids),
- seniors (avec 7 catégories de poids),
- vétérans (seulement pour les hommes).

## Équipement

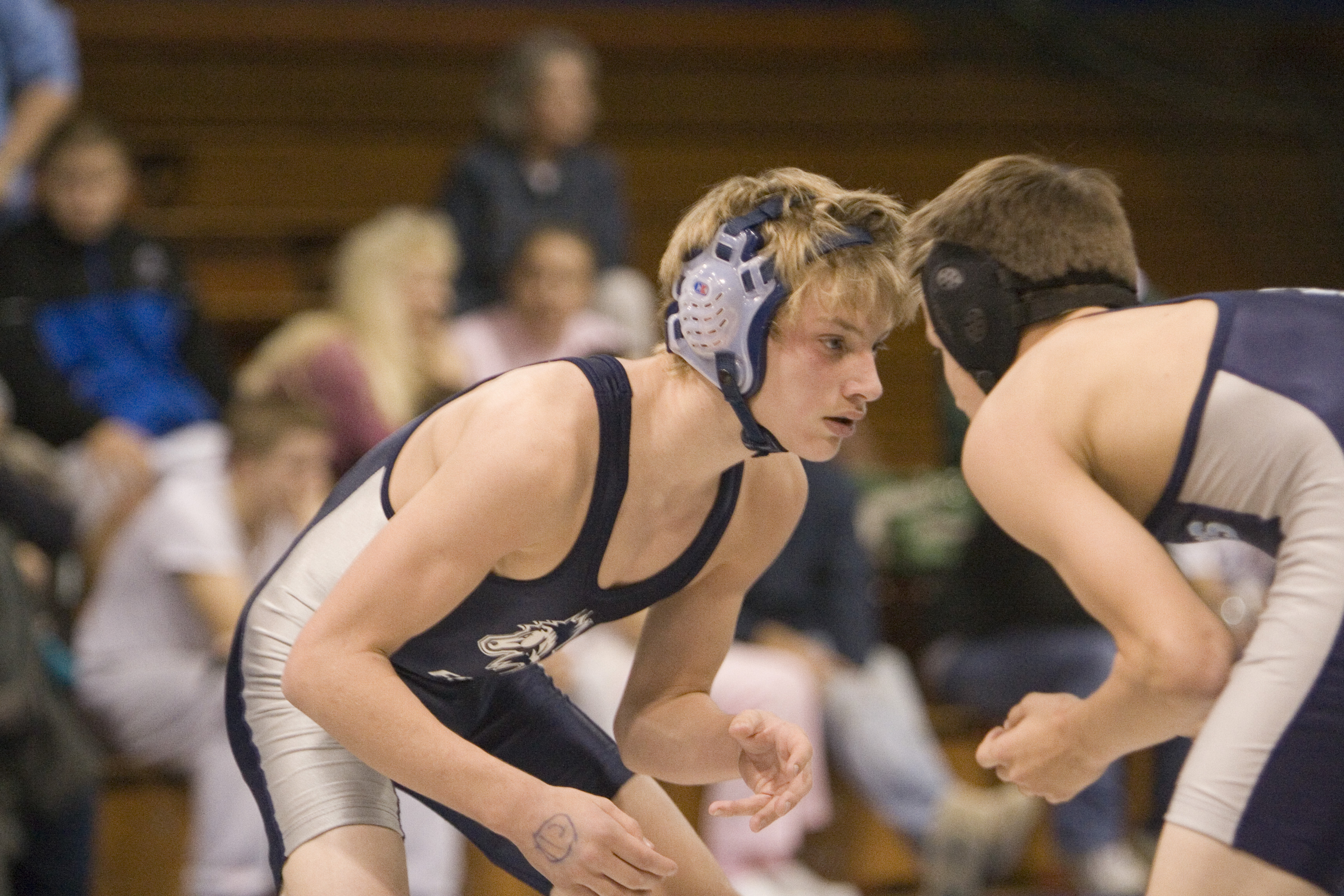
Un casque de protection est parfois autorisé dans les compétitions de jeunes.

Les lutteurs possèdent un équipement spécial pour pratiquer leur sport, :
- un maillot de lutte (ou combinaison), fabriqué dans un matériau extensible, dont la conception est réglementée par la FILA. Jusqu'en 2016, il était exclusivement soit rouge, soit bleu. À compter de cette date, les règles ont été assouplies, permettant l'usage d'autres couleurs, mais des marquages rouges et bleus sont néanmoins toujours incorporés à la tenue[3].
- des chaussures souples en cuir, dont les coutures doivent être faites bord à bord afin de ne présenter aucune aspérité pouvant blesser l’adversaire. Le laçage doit être recouvert d’un bandage adhésif ou de tissu élastique, ou les semelles en matière souple[2].
- des chevillères (ou protège-lacets) de couleur neutre ou assorties à la couleur du maillot.
- un casque de protection, en matière souple, dotés d'oreillettes.
- une serviette pour essuyer la sueur.

## Déroulement d'un match

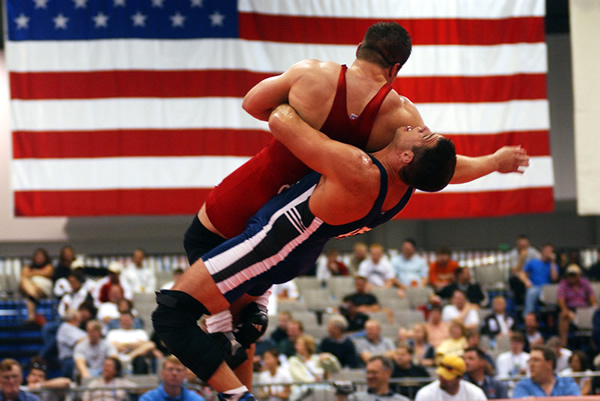
Un match de lutte gréco-romaine.

Le match a lieu sur deux périodes de trois minutes. Au début du match, après avoir été appelés par l'arbitre, les lutteurs viennent au centre du tapis et se serrent la main. L'arbitre siffle ensuite le début du match. Au bout de 60 secondes de combat debout, le combat passe en position "à terre" : un lutteur, en général celui qui n'a pas l'avantage, se place les deux mains et deux genoux au sol et doit se défendre pendant 30 secondes des attaques de son adversaire. Puis c'est au tour de son adversaire.

### La victoire
La victoire en lutte gréco-romaine peut s'obtenir de différentes façons :
- tombé, c'est-à-dire lorsque le lutteur parvient à maintenir les deux épaules de son adversaire au sol assez de temps pour que le tombé soit validé par l'arbitre. Cela interrompt le match et donne la victoire au lutteur ayant réalisé le tombé.
- blessure, abandon, forfait ou disqualification de son adversaire.
- par supériorité technique, c'est-à-dire lorsqu'un des lutteurs atteint 8 points de plus que son adversaire, ce qui arrête le match et donne la victoire à ce lutteur.
- aux points, à la fin des deux périodes.

### Comptage des points

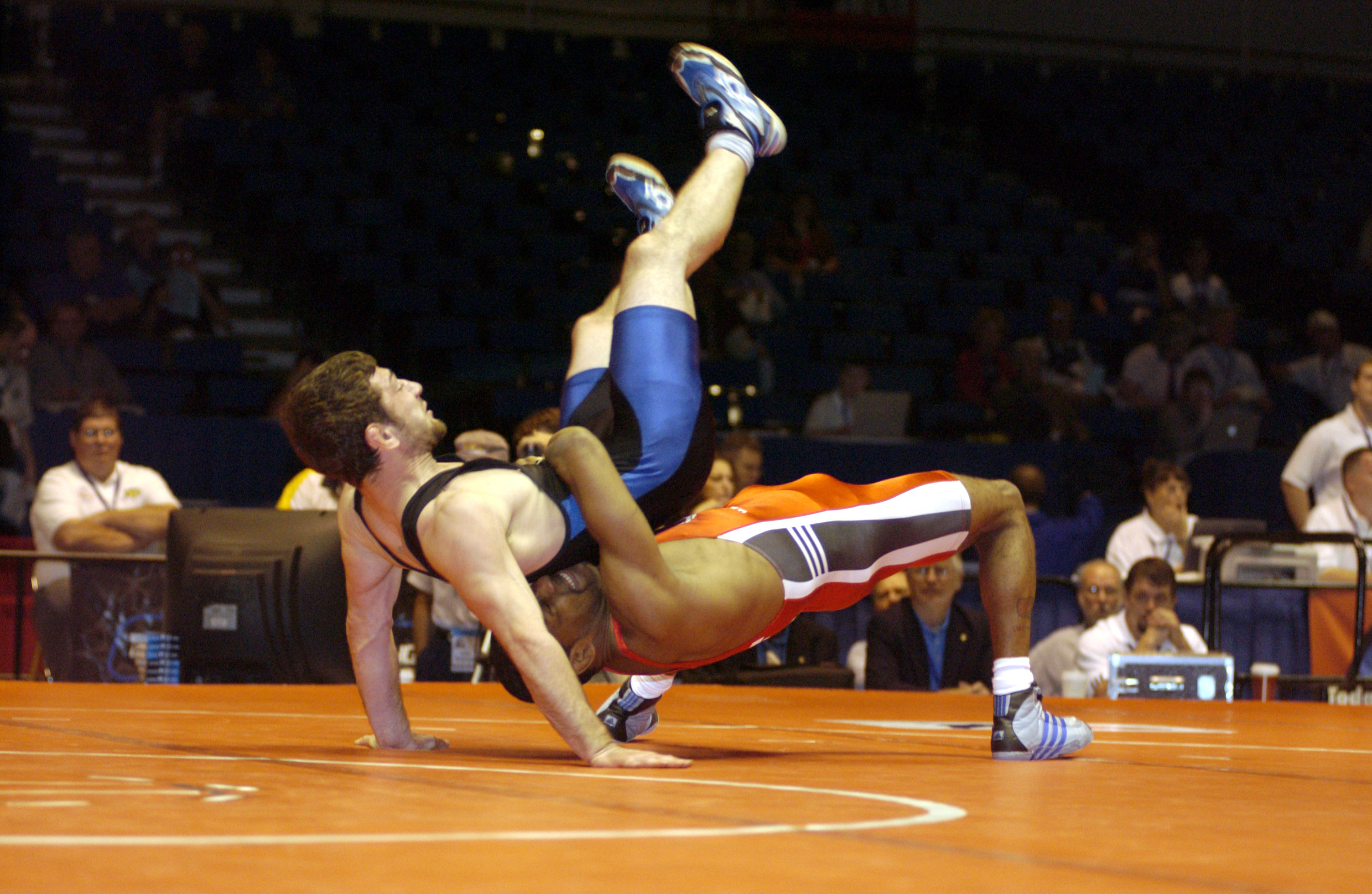
Un exemple de prise de grande amplitude: la souplesse arrière

Les différentes prises et actions réalisées par un lutteur sur son adversaire lui accordent plus ou moins de points.
Actions valant 5 points :
- Toute projection dite de "grande amplitude" sur l'adversaire debout ou en arraché du sol (qui soulève l'adversaire du sol) et qui l'amène en position de mise en danger (c'est-à-dire qu'il risque de subir un tombé).

Actions valant 4 points :
- Toute projection de petite amplitude sur l'adversaire debout ou en arraché du sol qui l'amène en position de mise en danger ;
- toute projection de grande amplitude qui n'amène pas l'adversaire en position de mise en danger immédiate.

Actions valant 2 points :
- Mettre à terre et maintenir son adversaire au sol en étant derrière lui ;
- Faire rouler son adversaire sur ses épaules ;
- Bloquer la prise de son adversaire et le mettre en danger ;
- Mettre en danger un adversaire qui fuit hors du tapis ;
- Mettre en danger son adversaire en lutte à terre.

Actions valant 1 point :
- Faire sortir son adversaire du tapis ;
- Porter une prise correcte mais sans contrôler ensuite ;
- Renverser (contre-attaquer) son adversaire en défendant en position à terre ;
- Subir une faute mineure de son adversaire.

## La lutte gréco-romaine et les femmes
La lutte gréco-romaine, tout comme la lutte libre, est une discipline interdite aux femmes. Dans le cadre des Jeux olympiques, elles ne peuvent participer qu'à la lutte féminine. Cette dernière a été créée sur le modèle de la lutte libre interdisant toutefois les prises de clefs doubles.  
Il n'existe pas de raison précise pour laquelle la lutte gréco-romaine est interdite aux femmes mais Aurélie Épron, Guillaume Jomand et Philippe Liotard compilent dans leur article « Des femmes, des luttes et des Jeux : normalisation olympique d’une pratique (1996-2001) » quelques raisons évoquées. Sachant que ce sport ne concerne que le haut du corps, une première raison est la prétendue faiblesse de la ceinture scapulaire chez les femmes. De ce même postulat découlent des raisons esthétiques fondées sur des stéréotypes sexistes et des idéaux masculins de beauté féminine : les femmes développeraient alors des corps musclés en haut et des jambes fines ou encore n'auraient pas une poitrine avantageuse. Le nombre des participantes n'est également pas encore assez élevé pour fonder une catégorie olympique. 
Nenad Lalovic, le président de la United World Wrestling a déjà essayé d'introduire la lutte gréco-romaine féminine mais s'est heurté à des difficultés, notamment d'opposants qui rappelaient la nécessité de changer les règles si les femmes étaient admises. 